# سیارک ۱۹۷۸۸
سیارک ۱۹۷۸۸ (به انگلیسی: 19788 Hunker، نامگذاری:2000QV116) نوزده هزار و هفتصد و هشتاد و هشتمین سیارک کشف شده‌است که در ۲۸ اوت ۲۰۰۰ کشف شد.
قدر مطلق سیارک برابر ۲۰.۴ است.